# Jeff Goldblum
Jeff Goldblum   (West Homestead, 22 d'octubre de 1952) és un actor estatunidenc, conegut principalment per la seva actuació a Parc Juràssic, La mosca o Independence Day. També ha participat en programes televisius com Els Simpson i Friends. Va estar nominat a l'Oscar al millor curtmetratge per Little Surprises (1995).
Jeff Goldblum va néixer a Pennsilvània. El seu pare era metge i va educar els fills a l'ortodòxia jueva, tot i que va promoure les seves inquietuds artístiques. En Jeff té tres germans: Rick (que va morir d'una malaltia de ronyó quan en Jeff tenia dinou anys); Pamela, que també és actriu; i en Lee, que és agent de l'Estat.
Als disset anys Goldblum va anar-se'n a Nova York per ser actor. Va estudiar a l'estudi Neighborhood Playhouse dirigit per Stanford Meisner. Va fer el debut amb un petit paper a l'obra de Shakespeare Els dos gentilhomes de Verona i des de llavors va actuar amb continuïtat, amb papers a Broadway durant quatre anys, abans d'arribar al cinema. Va actuar a la producció còmica "El Gran de Coca-Cua", on va ser descobert pel director Robert Altman, que li va oferir treballar a mitjans dels setanta a California Split (1974) i Nashville (1975).
La dècada dels anys 80 va estar plena de projectes. Entre els llargmetratges destacats hi ha The Big Chill (1983) de Lawrence Kasdan i La mosca (1986) de David Cronenberg; i també alguns sonats fracassos com Les noies de la Terra són fàcils. Va tenir una relació turbulenta amb Geena Davis amb qui es va casar, però poc temps després es van divorciar. Abans havia estat casat amb la co-protagonista de Retrobo, Patricia Gaul). També va estar relacionat amb la seva companya de repartiment de Parc Juràssic (1993) de Steven Spielberg, Laura Dern però l'idil·li va ser breu.
Està compromès amb les causes ecologistes i també col·labora amb associacions caritatives. Li agrada la música jazz i durant un temps va ser a una banda. També ensenya a la "Playhouse West" i a la "Acting School", a Los Angeles. És molt alt, de faccions angulars i sobretot versàtil. Això li ha permès fer papers importants.
Ha fet feines poc corrents per a un actor: la locució dels anuncis de l'empresa informàtica Apple, els anuncis dels automòbils Toyota, i els productes per a la cara de Procter & Gamble. Actualment Goldblum actua a la sèrie televisiva Law & Order: Criminal Intent, des del juny de 2008, fent el paper del detectiu Zach Nichols.

## Cinema
| - 1974: Death Wish - 1974: California Split - 1975: Nashville - 1976: Special Delivery - 1976: El temerari Ives (St. Ives) - 1976: Next Stop, Greenwich Village - 1977: Annie Hall - 1977: Between the Lines - 1977: The Sentinel - 1978: Gràcies a Déu, ja és divendres (Thank God It's Friday) - 1978: La invasió dels ultracossos - 1978: Remember My Name - 1981: Threshold - 1983: The Right Stuff - 1983: The Big Chill - 1984: Terror in the Aisles - 1984: The Adventures of Buckaroo Banzai Across the 8th Dimension - 1985: Transylvania 6-5000 - 1985: Silverado - 1985: Into the Night - 1986: La mosca - 1987: Beyond Therapy - 1988: Earth Girls Are Easy - 1988: Vibes - 1989: La mosca 2 (The Fly II) - 1989: El sorprenent Dexter (The Tall Guy) - 1991: El sueño del mono loco - 1991: Mister Frost - 1992: The Favour, the Watch and the Very Big Fish - 1993: Parc Juràssic - 1993: Fathers & Sons - 1993: El joc de Hollywood - 1993: Shooting Elizabeth | - 1993: La cara bruta de la llei (Deep Cover) - 1995: Powder - 1995: L'assassí del més enllà (Hideaway) - 1995: Nou mesos (Nine Months) - 1996: The Great White Hype - 1996: Encantat de matar-te (Mad Dog Time) - 1996: Independence Day - 1996: Goosebumps: Escape from Horrorland - 1997: El món perdut: Jurassic Park - 1998: Holy Man - 1998: El príncep d'Egipte (veu) - 1998: Welcome to Hollywood - 2000: Chain of Fools - 2000: Més enllà de la sospita (Auggie Rose) - 2000: One of the Hollywood Ten - 2001: Perfume - 2001: Festival in Cannes - 2001: Com gats i gossos (Cats & Dogs) - 2002: Igby Goes Down - 2002: Run Ronnie Run! - 2003: Spinning Boris - 2003: Dallas 362 - 2004: The Life Aquatic with Steve Zissou - 2004: Incident at Loch Ness - 2006: Man of The Year - 2006: Fay Grim - 2006: Pittsburgh - 2006: Mini's First Time - 2008: Adam Resurrected - 2010: Morning Glory - 2010: Un petit canvi (The switch) - 2017: Thor: Ragnarok - 2018: Isle of Dogs |

## Televisió
- 1975: Columbo
- 1980: Tenspeed and Brown Shoe
- 1980: The Legend of Sleepy Hollow
- 1980: Tenspeed and Brown Shoe
- 1982: Rehearsal for Murder
- 1984: Ernie Kovacs: Between the Laughter
- 1987: Life Story
- 1991: Framed
- 1994: Lush Life
- 1996: The Simpsons - episodi "A Fish Called Selma"
- 2003: Friends - episodi "The One with the Mugging"
- 2005: Will & Grace
- 2005: Tom Goes To The Mayor
- 2006: Raines
- 2008-2010: Law & Order: Criminal Intent

## Premis
- 1983 - Star of Tomorrow Award.
- 1987 - Premi Saturn com a millor actor a La mosca (The Fly)
- 1996 - nominat a l'Oscar al millor curtmetratge per Little Surprises
- 2005 - nominat al Premi Emmy per la seva actuació televisiva a Will & Grace